# Panônia Sávia
Panônia Sávia ou Panônia Ripense, conhecida também somente como Sávia, foi uma província romana tardia criada em 296 durante a reforma administrativa do imperador Diocleciano (r. 284-305) na antiga região da Panônia. Ela era parte da antiga província da Panônia Superior e sua capital era Siscia (Sisak). Seu território abrangia partes da moderna Croácia, Eslovênia e da Bósnia e Herzegovina.
Seu território correspondia à porção sul da Panônia Superior, ao longo do rio Sava (daí o seu nome). Era governada diretamente por um duque, que recebeu posteriormente a ajuda de um corrector.